# Nymphula corculina
Nymphula corculina là một loài bướm đêm trong họ Crambidae.